# Кантри-рэп
Кантри-рэп — жанр, сочетающий кантри-музыку с рэпом, появился в 1980-е.
Представители данного жанра это Yelawolf, Bubba Sparxxx, Cowboy Troy,, Lil Nas X, Nappy Roots,, Young Thug, Заточка и Colt Ford. Лейблы кантри-рэпа также работают с музыкантами в стиле «Рэп-рок», такими как Kid Rock и Everlast.

## Другие примеры
Отдельными примерами могут служить композиции, показывающие влияние рэпа на кантри-музыку. Например, сингл Toby Keith'а 2001 года под названием «I Wanna Talk About Me», который показывает стихи, рассказанные под бит. Похожее звучит в сингле The Bellamy Brothers 1987 года под названием «Country Rap». Neal McCoy также записал рэп-версию песни The Beverly Hillbillies, которая включает семплы из других рэп-композиций.
В треке «Cowboy Style» Steve Forde с альбома 2006 года Rowdy принимают участие Vanilla Ice и Barney Rubble.
В 2017 году вышел экспериментальный альбом американского репера Young Thug «Beautiful Thugger Girls» с заглавной песней Family Don’t Matter. Альбом состоит из 14 песен и прекрасно сочетает кантри и трэп.
В 2019 году молодой исполнитель Lil Nas X выпускает песню «Old Town Road», которая становится популярной благодаря социальным сетям. Впоследствии легенда кантри Billy Ray Cyrus записывает свой ремикс на неё. Она занимает первое место в чарте Billboard Hot 100. В мае выходит клип на песню, собравший на youtube уже более 825 миллионов просмотров.